# Arrondissement Vesoul
Das Arrondissement Vesoul ist eine Verwaltungseinheit des französischen Départements Haute-Saône innerhalb der Region Bourgogne-Franche-Comté. Verwaltungssitz (Präfektur) ist Vesoul.
Es besteht aus elf Kantonen und 346 Gemeinden.

## Kantone
- Dampierre-sur-Salon
- Gray
- Jussey (mit 55 von 65 Gemeinden)
- Marnay
- Port-sur-Saône (mit 32 von 46 Gemeinden)
- Rioz
- Saint-Loup-sur-Semouse (mit 1 von 23 Gemeinden)
- Scey-sur-Saône-et-Saint-Albin
- Vesoul-1
- Vesoul-2
- Villersexel (mit 12 von 45 Gemeinden)

## Gemeinden
Die Gemeinden des Arrondissements Vesoul sind:
| 1. Aboncourt-Gesincourt (70002)                  | 2. Achey (70003)                                        | 3. Aisey-et-Richecourt (70009)                   | 4. Amance (70012)                                     |
| 5. Amoncourt (70015)                             | 6. Anchenoncourt-et-Chazel (70017)                      | 7. Ancier (70018)                                | 8. Andelarre (70019)                                  |
| 9. Andelarrot (70020)                            | 10. Angirey (70022)                                     | 11. Apremont (70024)                             | 12. Arbecey (70025)                                   |
| 13. Arc-lès-Gray (70026)                         | 14. Argillières (70027)                                 | 15. Aroz (70028)                                 | 16. Arsans (70030)                                    |
| 17. Attricourt (70032)                           | 18. Augicourt (70035)                                   | 19. Aulx-lès-Cromary (70036)                     | 20. Autet (70037)                                     |
| 21. Authoison (70038)                            | 22. Autoreille (70039)                                  | 23. Autrey-lès-Cerre (70040)                     | 24. Autrey-lès-Gray (70041)                           |
| 25. Auvet-et-la-Chapelotte (70043)               | 26. Auxon (70044)                                       | 27. Avrigney-Virey (70045)                       | 28. Baignes (70047)                                   |
| 29. Bard-lès-Pesmes (70048)                      | 30. Barges (70049)                                      | 31. Battrans (70054)                             | 32. Baulay (70056)                                    |
| 33. Bay (70057)                                  | 34. Beaujeu-Saint-Vallier-Pierrejux-et-Quitteur (70058) | 35. Beaumotte-Aubertans (70059)                  | 36. Beaumotte-lès-Pin (70060)                         |
| 37. Besnans (70065)                              | 38. Betaucourt (70066)                                  | 39. Betoncourt-sur-Mance (70070)                 | 40. Blondefontaine (70074)                            |
| 41. Bonboillon (70075)                           | 42. Bonnevent-Velloreille (70076)                       | 43. Borey (70077)                                | 44. Bougey (70078)                                    |
| 45. Bougnon (70079)                              | 46. Bouhans-et-Feurg (70080)                            | 47. Bouhans-lès-Montbozon (70082)                | 48. Boulot (70084)                                    |
| 49. Boult (70085)                                | 50. Bourbévelle (70086)                                 | 51. Bourguignon-lès-Conflans (70087)             | 52. Bourguignon-lès-la-Charité (70088)                |
| 53. Bourguignon-lès-Morey (70089)                | 54. Boursières (70090)                                  | 55. Bousseraucourt (70091)                       | 56. Bresilley (70092)                                 |
| 57. Breurey-lès-Faverney (70095)                 | 58. Brotte-lès-Ray (70099)                              | 59. Broye-Aubigney-Montseugny (70101)            | 60. Broye-les-Loups-et-Verfontaine (70100)            |
| 61. Brussey (70102)                              | 62. Bucey-lès-Gy (70104)                                | 63. Bucey-lès-Traves (70105)                     | 64. Buffignécourt (70106)                             |
| 65. Bussières (70107)                            | 66. Buthiers (70109)                                    | 67. Calmoutier (70111)                           | 68. Cemboing (70112)                                  |
| 69. Cenans (70113)                               | 70. Cendrecourt (70114)                                 | 71. Cerre-lès-Noroy (70115)                      | 72. Chambornay-lès-Bellevaux (70118)                  |
| 73. Chambornay-lès-Pin (70119)                   | 74. Champlitte (70122)                                  | 75. Champtonnay (70124)                          | 76. Champvans (70125)                                 |
| 77. Chancey (70126)                              | 78. Chantes (70127)                                     | 79. Charcenne (70130)                            | 80. Chargey-lès-Gray (70132)                          |
| 81. Chargey-lès-Port (70133)                     | 82. Chariez (70134)                                     | 83. Charmes-Saint-Valbert (70135)                | 84. Charmoille (70136)                                |
| 85. Chassey-lès-Montbozon (70137)                | 86. Chassey-lès-Scey (70138)                            | 87. Chaumercenne (70142)                         | 88. Chauvirey-le-Châtel (70143)                       |
| 89. Chauvirey-le-Vieil (70144)                   | 90. Chaux-la-Lotière (70145)                            | 91. Chaux-lès-Port (70146)                       | 92. Chemilly (70148)                                  |
| 93. Chenevrey-et-Morogne (70150)                 | 94. Chevigney (70151)                                   | 95. Cintrey (70153)                              | 96. Cirey (70154)                                     |
| 97. Citey (70156)                                | 98. Clans (70158)                                       | 99. Cognières (70159)                            | 100. Colombe-lès-Vesoul (70162)                       |
| 101. Colombier (70163)                           | 102. Colombine (70152)                                  | 103. Colombotte (70164)                          | 104. Combeaufontaine (70165)                          |
| 105. Comberjon (70166)                           | 106. Conflandey (70167)                                 | 107. Confracourt (70169)                         | 108. Contréglise (70170)                              |
| 109. Cordonnet (70174)                           | 110. Cornot (70175)                                     | 111. Corre (70177)                               | 112. Coulevon (70179)                                 |
| 113. Courcuire (70181)                           | 114. Courtesoult-et-Gatey (70183)                       | 115. Cresancey (70185)                           | 116. Cromary (70189)                                  |
| 117. Cubry-lès-Faverney (70190)                  | 118. Cugney (70192)                                     | 119. Cult (70193)                                | 120. Dampierre-sur-Linotte (70197)                    |
| 121. Dampierre-sur-Salon (70198)                 | 122. Dampvalley-lès-Colombe (70199)                     | 123. Delain (70201)                              | 124. Denèvre (70204)                                  |
| 125. Échenoz-la-Méline (70207)                   | 126. Échenoz-le-Sec (70208)                             | 127. Écuelle (70211)                             | 128. Équevilley (70214)                               |
| 129. Esmoulins (70218)                           | 130. Essertenne-et-Cecey (70220)                        | 131. Étrelles-et-la-Montbleuse (70222)           | 132. Étuz (70224)                                     |
| 133. Fahy-lès-Autrey (70225)                     | 134. Faverney (70228)                                   | 135. Fédry (70230)                               | 136. Ferrières-lès-Ray (70231)                        |
| 137. Ferrières-lès-Scey (70232)                  | 138. Filain (70234)                                     | 139. Flagy (70235)                               | 140. Fleurey-lès-Faverney (70236)                     |
| 141. Fleurey-lès-Lavoncourt (70237)              | 142. Fondremand (70239)                                 | 143. Fontenois-lès-Montbozon (70243)             | 144. Fouchécourt (70244)                              |
| 145. Fouvent-Saint-Andoche (70247)               | 146. Framont (70252)                                    | 147. Francourt (70251)                           | 148. Frasne-le-Château (70253)                        |
| 149. Fresne-Saint-Mamès (70255)                  | 150. Fretigney-et-Velloreille (70257)                   | 151. Frotey-lès-Vesoul (70261)                   | 152. Germigney (70265)                                |
| 153. Gevigney-et-Mercey (70267)                  | 154. Gézier-et-Fontenelay (70268)                       | 155. Gourgeon (70272)                            | 156. Grandecourt (70274)                              |
| 157. Grandvelle-et-le-Perrenot (70275)           | 158. Grattery (70278)                                   | 159. Gray (70279)                                | 160. Gray-la-Ville (70280)                            |
| 161. Gy (70282)                                  | 162. Hugier (70286)                                     | 163. Hyet (70288)                                | 164. Igny (70289)                                     |
| 165. Jonvelle (70291)                            | 166. Jussey (70292)                                     | 167. La Barre (70050)                            | 168. La Chapelle-Saint-Quillain (70129)               |
| 169. La Demie (70203)                            | 170. La Grande-Résie (70443)                            | 171. La Malachère (70326)                        | 172. La Neuvelle-lès-Scey (70386)                     |
| 173. La Quarte (70430)                           | 174. La Résie-Saint-Martin (70444)                      | 175. La Rochelle (70450)                         | 176. La Roche-Morey (70373)                           |
| 177. La Romaine (70418)                          | 178. La Vernotte (70549)                                | 179. La Villeneuve-Bellenoye-et-la-Maize (70558) | 180. Lambrey (70293)                                  |
| 181. Larians-et-Munans (70296)                   | 182. Larret (70297)                                     | 183. Lavigney (70298)                            | 184. Lavoncourt (70299)                               |
| 185. Le Magnoray (70316)                         | 186. Le Tremblois (70505)                               | 187. Le Val-Saint-Éloi (70518)                   | 188. Les Bâties (70053)                               |
| 189. Lieffrans (70301)                           | 190. Lieucourt (70302)                                  | 191. Liévans (70303)                             | 192. Lœuilley (70305)                                 |
| 193. Loulans-Verchamp (70309)                    | 194. Magny-lès-Jussey (70320)                           | 195. Mailley-et-Chazelot (70324)                 | 196. Maizières (70325)                                |
| 197. Malans (70327)                              | 198. Malvillers (70329)                                 | 199. Mantoche (70331)                            | 200. Marnay (70334)                                   |
| 201. Maussans (70335)                            | 202. Melin (70337)                                      | 203. Membrey (70340)                             | 204. Menoux (70341)                                   |
| 205. Mercey-sur-Saône (70342)                    | 206. Mersuay (70343)                                    | 207. Molay (70350)                               | 208. Montagney (70353)                                |
| 209. Montarlot-lès-Rioz (70355)                  | 210. Montboillon (70356)                                | 211. Montbozon (70357)                           | 212. Montcey (70358)                                  |
| 213. Montcourt (70359)                           | 214. Montigny-lès-Cherlieu (70362)                      | 215. Montigny-lès-Vesoul (70363)                 | 216. Montjustin-et-Velotte (70364)                    |
| 217. Mont-le-Vernois (70367)                     | 218. Montot (70368)                                     | 219. Mont-Saint-Léger (70369)                    | 220. Montureux-et-Prantigny (70371)                   |
| 221. Montureux-lès-Baulay (70372)                | 222. Motey-Besuche (70374)                              | 223. Nantilly (70376)                            | 224. Navenne (70378)                                  |
| 225. Neurey-en-Vaux (70380)                      | 226. Neurey-lès-la-Demie (70381)                        | 227. Neuvelle-lès-Cromary (70383)                | 228. Neuvelle-lès-la-Charité (70384)                  |
| 229. Noidans-le-Ferroux (70387)                  | 230. Noidans-lès-Vesoul (70388)                         | 231. Noiron (70389)                              | 232. Noroy-le-Bourg (70390)                           |
| 233. Oigney (70392)                              | 234. Oiselay-et-Grachaux (70393)                        | 235. Onay (70394)                                | 236. Ormenans (70397)                                 |
| 237. Ormoy (70399)                               | 238. Ouge (70400)                                       | 239. Ovanches (70401)                            | 240. Oyrières (70402)                                 |
| 241. Pennesières (70405)                         | 242. Percey-le-Grand (70406)                            | 243. Perrouse (70407)                            | 244. Pesmes (70408)                                   |
| 245. Pierrecourt (70409)                         | 246. Pin (70410)                                        | 247. Polaincourt-et-Clairefontaine (70415)       | 248. Pontcey (70417)                                  |
| 249. Port-sur-Saône (70421)                      | 250. Poyans (70422)                                     | 251. Preigney (70423)                            | 252. Provenchère (70426)                              |
| 253. Purgerot (70427)                            | 254. Pusey (70428)                                      | 255. Pusy-et-Épenoux (70429)                     | 256. Quenoche (70431)                                 |
| 257. Quincey (70433)                             | 258. Raincourt (70436)                                  | 259. Ranzevelle (70437)                          | 260. Ray-sur-Saône (70438)                            |
| 261. Raze (70439)                                | 262. Recologne (70440)                                  | 263. Recologne-lès-Rioz (70441)                  | 264. Renaucourt (70442)                               |
| 265. Rigny (70446)                               | 266. Rioz (70447)                                       | 267. Roche-et-Raucourt (70448)                   | 268. Roche-sur-Linotte-et-Sorans-les-Cordiers (70449) |
| 269. Rosey (70452)                               | 270. Rosières-sur-Mance (70454)                         | 271. Ruhans (70456)                              | 272. Rupt-sur-Saône (70457)                           |
| 273. Saint-Broing (70461)                        | 274. Sainte-Reine (70471)                               | 275. Saint-Gand (70463)                          | 276. Saint-Loup-Nantouard (70466)                     |
| 277. Saint-Marcel (70468)                        | 278. Saint-Rémy-en-Comté (70472)                        | 279. Saponcourt (70476)                          | 280. Sauvigney-lès-Gray (70479)                       |
| 281. Sauvigney-lès-Pesmes (70480)                | 282. Savoyeux (70481)                                   | 283. Scey-sur-Saône-et-Saint-Albin (70482)       | 284. Scye (70483)                                     |
| 285. Semmadon (70486)                            | 286. Senoncourt (70488)                                 | 287. Seveux-Motey (70491)                        | 288. Soing-Cubry-Charentenay (70492)                  |
| 289. Sorans-lès-Breurey (70493)                  | 290. Sornay (70494)                                     | 291. Tartécourt (70496)                          | 292. Theuley (70499)                                  |
| 293. Thieffrans (70500)                          | 294. Thiénans (70501)                                   | 295. Tincey-et-Pontrebeau (70502)                | 296. Traitiéfontaine (70503)                          |
| 297. Traves (70504)                              | 298. Trésilley (70507)                                  | 299. Tromarey (70509)                            | 300. Vadans (70510)                                   |
| 301. Vaite (70511)                               | 302. Vaivre-et-Montoille (70513)                        | 303. Valay (70514)                               | 304. Vallerois-le-Bois (70516)                        |
| 305. Vallerois-Lorioz (70517)                    | 306. Vandelans (70519)                                  | 307. Vanne (70520)                               | 308. Vantoux-et-Longevelle (70521)                    |
| 309. Varogne (70522)                             | 310. Vars (70523)                                       | 311. Vauchoux (70524)                            | 312. Vauconcourt-Nervezain (70525)                    |
| 313. Vaux-le-Moncelot (70527)                    | 314. Velesmes-Échevanne (70528)                         | 315. Velet (70529)                               | 316. Velleclaire (70531)                              |
| 317. Vellefaux (70532)                           | 318. Vellefrey-et-Vellefrange (70533)                   | 319. Vellefrie (70534)                           | 320. Velleguindry-et-Levrecey (70535)                 |
| 321. Velle-le-Châtel (70536)                     | 322. Vellemoz (70538)                                   | 323. Vellexon-Queutrey-et-Vaudey (70539)         | 324. Velloreille-lès-Choye (70540)                    |
| 325. Venère (70542)                              | 326. Venisey (70545)                                    | 327. Vereux (70546)                              | 328. Vernois-sur-Mance (70548)                        |
| 329. Vesoul (70550)                              | 330. Villars-le-Pautel (70554)                          | 331. Villeparois (70559)                         | 332. Villers-Bouton (70560)                           |
| 333. Villers-Chemin-et-Mont-lès-Étrelles (70366) | 334. Villers-le-Sec (70563)                             | 335. Villers-Pater (70565)                       | 336. Villers-sur-Port (70566)                         |
| 337. Villers-Vaudey (70568)                      | 338. Vilory (70569)                                     | 339. Vitrey-sur-Mance (70572)                    | 340. Volon (70574)                                    |
| 341. Voray-sur-l’Ognon (70575)                   | 342. Vougécourt (70576)                                 | 343. Vregille (70578)                            | 344. Vy-le-Ferroux (70580)                            |
| 345. Vy-lès-Filain (70583)                       | 346. Vy-lès-Rupt (70582)                                |                                                  |                                                       |

## Neuordnung der Arrondissements 2017

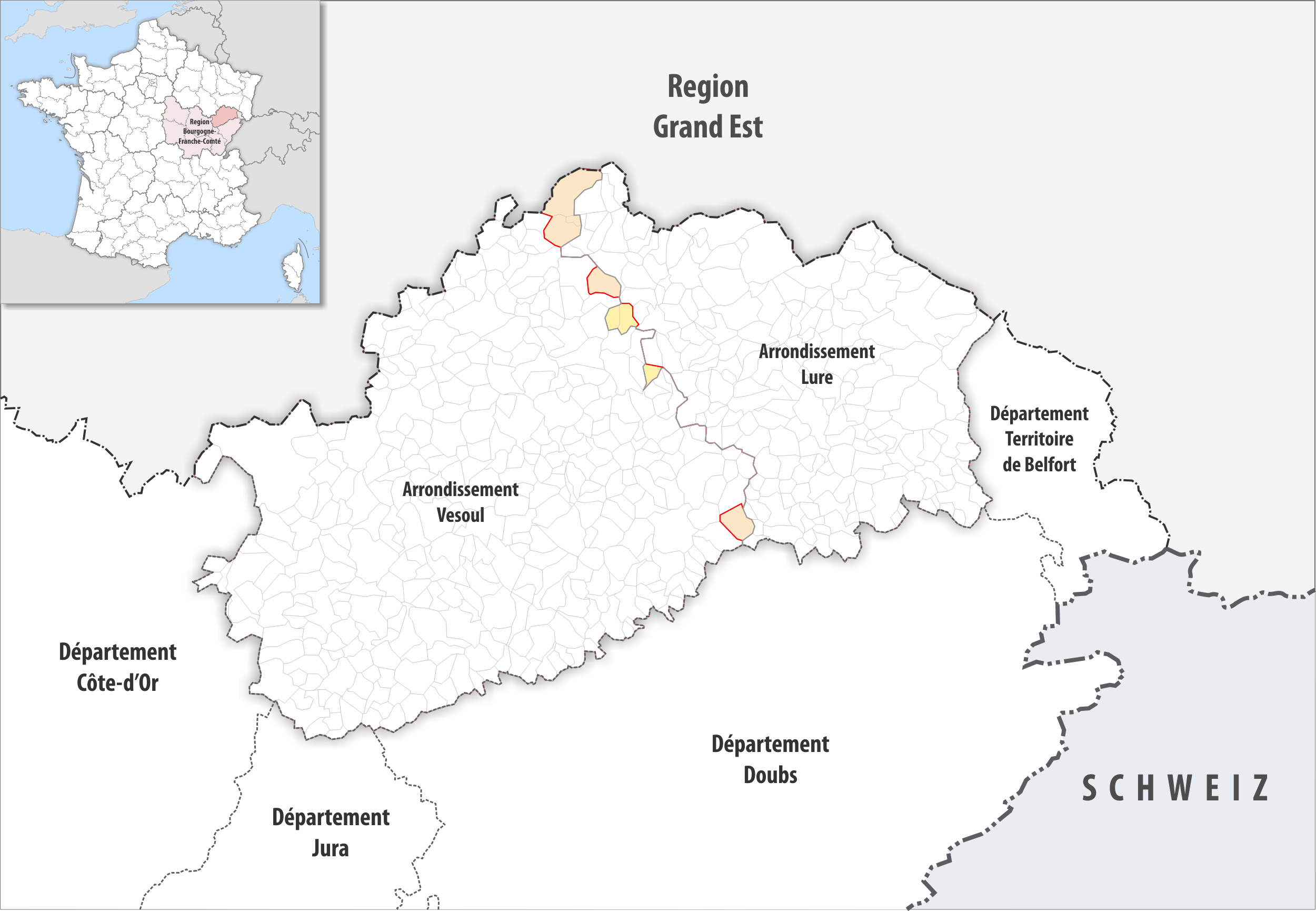
Arrondissementsanpassungen im Jahr 2017

Durch die Neuordnung der Arrondissements im Jahr 2017 wurden fünf Gemeinden Anchenoncourt-et-Chazel, Demangevelle, Esprels, La Basse-Vaivre und Passavant-la-Rochère aus dem Arrondissement Vesoul dem Arrondissement Lure zugewiesen.
Dafür wechselten drei Gemeinden Bourguignon-lès-Conflans, Cubry-lès-Faverney und Neurey-en-Vaux vom Arrondissement Lure zum Arrondissement Vesoul.
2024 wechselte die Gemeinde Anchenoncourt-et-Chazel wieder zurück zum Arrondissement Vesoul.

## Ehemalige Gemeinden seit der landesweiten Neuordnung der Arrondissements
bis 2024:
Choye, Villefrancon